# Marie Nilsson Boij
Kristina Maria Nilsson Boij, född 24 maj 1973, är en svensk journalist.
Nilsson Boij är Sveriges Radios korrespondent i Sydeuropa. Hon medverkar i P1:s Europapodden. Hon är baserad i Paris i Frankrike.
Nilsson Boij har tidigare varit producent på Studio Ett och reporter för flera Ekoprogram.